# Tyska förbundet

Tyska förbundets flottas flagga (Reichsflotte), 1848–1852.

Tyska förbundet (tyska: Deutscher Bund), var ett statsförbund av 41 självständiga tyska stater, bland dem Kungariket Preussen och Kejsardömet Österrike. Det upprättades år 1815 av Wienkongressen, som en ersättning för det 1806 upplösta Tysk-romerska riket.
Tyska förbundet hade, till skillnad från Tysk-romerska riket, inget gemensamt statsöverhuvud eller regering; det enda statsövergripande organet var förbundsförsamlingen (Bundesversammlung), som sammanträdde i Frankfurt am Main men inte hade någon reell makt.

## Förbundsförsamlingen
Förbundsförsamlingen utgjorde det enda förbundsorganet och bestod av sändebud som röstade efter sina respektive regeringars instruktioner. Formellt sett kunde en majoritet besluta i frågor om krig och fred, även om Österrike och Preussen var emot. För att ändra förbundsstadgarna och för allmännyttiga angelägenheter krävdes dock enstämmighet mellan deltagarna. Förbundsakten i sig garanterade varken yttre skydd eller lagbunden inre utveckling åt det tyska folket, som över huvud taget inte nämndes vid namn.
Presidiet vid förbundsförsamlingen i Frankfurt am Main, och därmed den formella ledningen, tillkom Österrike. Preussen, som tillhörde förbundet med hela sitt område utom Ostpreussen och Posen, fann sig i detta.

## Utveckling
Återgången till auktoritära furstars styre skapade grogrund för missnöje och opposition. Även den snabbt ökande fattigdomen i befolkningen, i samband med den pågående industriella revolutionen och dess nya ekonomiska ordning, bidrog till ökade konflikter. Oppositionen bemöttes av reaktionära regimer med repression. Efter mordet på författaren August von Kotzebue, utfört av en liberal student, samlades förbundets stater i augusti 1819 till överläggningar i Karlsbad. Detta ledde till Karlsbadbesluten som bekräftades av förbundsförsamlingen 20 september 1819, vilket medförde sträng censur och övervakning av studenternas politiska åsikter.
Oppositionen fortsatte dock att växa under denna tid som kommit att kallas för Vormärz, vilket står för "före mars[revolutionen]".
Marsrevolutionen (Märzrevolution) bröt ut i mars 1848. Den kan ses som en del av 1848 års revolutioner och uppror som blossade upp i flera länder. Ideologiskt var den tyska revolutionen splittrad, men störst betydelse fick kraven på liberalare författning och, särskilt utmärkande för den tyska revolutionen, en nationalistisk strävan efter en samlad tysk stat. Runt om i de tyska staterna tillsattes nu liberala så kallade marsregeringar, Märzregierungen. Den 18 maj 1848 sammanträdde för första gången Frankfurtparlamentet, det första fritt valda tyska parlamentet, med representanter från alla tyska stater. Lokalen för detta var Paulskirche i Frankfurt am Main. Revolutionen slogs slutligen ned i juli 1849, av framförallt preussisk och österrikisk militär.
Tyska förbundet kom vidare att präglas av Preussens och Österrikes rivalitet, och förbundet upplöstes 1866 sedan Preussen besegrat Österrike i krig. Det ersattes av det av Preussen ledda Nordtyska förbundet.

## Medlemsstater

### Kejsardömen
- Österrike

### Kungariken
- Bayern
- Hannover
- Preussen
- Sachsen
- Württemberg

### Kurfurstendömen
- Hessen-Kassel

### Storhertigdömen
- Baden
- Hessen-Darmstadt
- Luxemburg (i personalunion med Nederländerna)
- Mecklenburg-Schwerin
- Mecklenburg-Strelitz
- Oldenburg
- Sachsen-Weimar-Eisenach

### Hertigdömen
- Anhalt-Bernburg (1863 uppgånget i Anhalt-Dessau)
- Anhalt-Dessau (från 1863: Hertigdömet Anhalt)
- Anhalt-Köthen (uppdelat 1847 mellan Anhalt-Bernburg och Anhalt-Dessau)
- Braunschweig
- Holstein (erövrat av Preussen och Österrike 1864)
- Lauenburg
- Limburg (från 1839 som kompensation sedan delar av storhertigdömet Luxemburg (ovan) tillfallit Belgien)
- Nassau
- Sachsen-Coburg-Saalfeld (från 1826: Sachsen-Coburg-Gotha)
- Sachsen-Gotha-Altenburg (1825/26 uppdelat mellan Sachsen-Coburg och Sachsen-Hildburghausen)
- Sachsen-Hildburghausen (från 1826: Sachsen-Altenburg)
- Sachsen-Meiningen

### Furstendömen
- Hohenzollern-Hechingen (1849 införlivat i Preussen)
- Hohenzollern-Sigmaringen (1849 införlivat i Preussen)
- Liechtenstein
- Lippe
- Reuss (flera stater; varierande antal över tid)
  - Reuss-Greiz
  - Reuss-Gera
- Schaumburg-Lippe
- Schwarzburg-Rudolstadt
- Schwarzburg-Sondershausen
- Waldeck-Pyrmont

### Lantgreveskap
- Hessen-Homburg (från 1817)

### Fria städer
- Bremen
- Frankfurt am Main
- Hamburg
- Lübeck